# 卡比厄斯环形山
卡比厄斯环形山（Cabeus）是月球正面距南极约100公里的一座撞击坑，其名称取自十六世纪意大利耶稣会哲学家、神学家、工程师暨数学家尼科洛·卡贝奥（1586年-1650年），1935年被国际天文学联合会批准接受。卡比厄斯环形山一名首次出现于1651年乔瓦尼·里乔利发表的《新天文大成》中，当时他启用了该名字，但将它指给了另一座陨石坑-现在的牛顿环形山。

## 描述

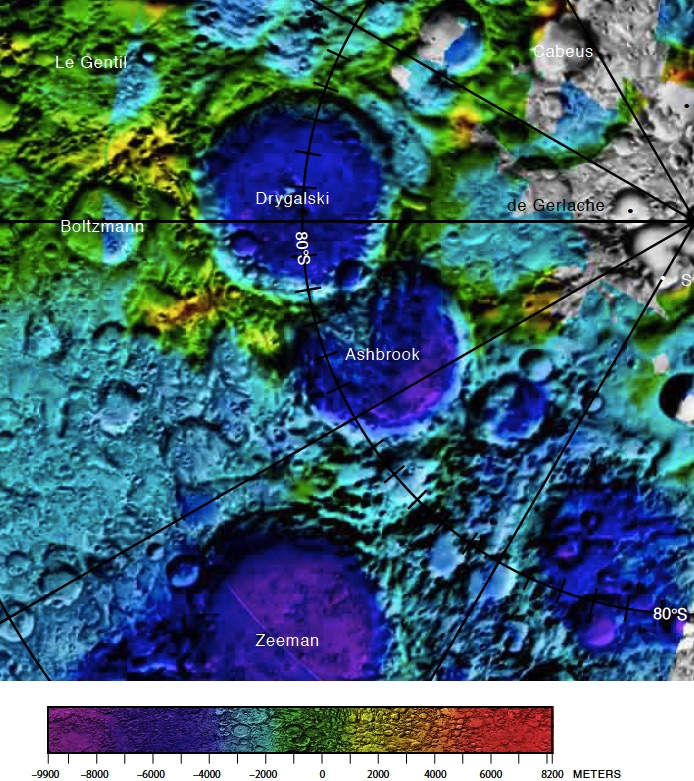
卡比厄斯环形山的周边，月球南极详图。

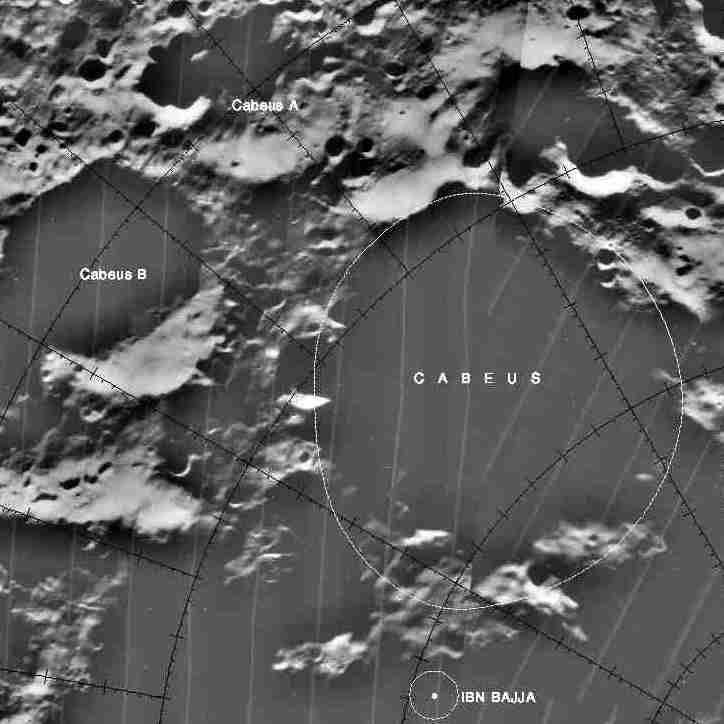
卡比厄斯环形山， LAC-144区域图，面向东北方。

该陨坑西侧靠近小陨坑伊本·巴哲、西北毗邻更大的德里加尔斯基环形山、牛顿环形山位于它的东北偏北、东侧坐落了马拉柏特环形山、而它的东南和西南分别矗立了霍沃思环形山和舒梅克环形山。该陨坑中心月面坐标为85°20′S 42°08′E / 85.33°S 42.13°E，直径100.58公里，深度 2.859公里。
从地球上只能斜看到卡比厄斯环形山，它几乎一直处于没有阳光的深暗阴影中。陨坑大部分地区每个月球日平均只有四分之一的时间照射到太阳的阳光，内侧壁约为三分之一时间，但坑底西部则处于永久黑夜中。因此，即使月球轨道上的探测器也无法看到它更多的细节。该陨坑外观呈多边形状，因存续时间长而被后续的撞击严重侵蚀，坑壁已磨损且嶙峋不齐，部分地区则完全消失，沿边缘坐落了许多不同尺寸的撞击坑，只有南北二侧坑壁保存相对较完整。陨坑内侧壁坡度约为10-15°，坑内地表崎岖不平，靠西南偏南内壁坐落了一座直径10-11公里的小陨坑，坑底中央伸展着一道小山脊。

## 挥发物

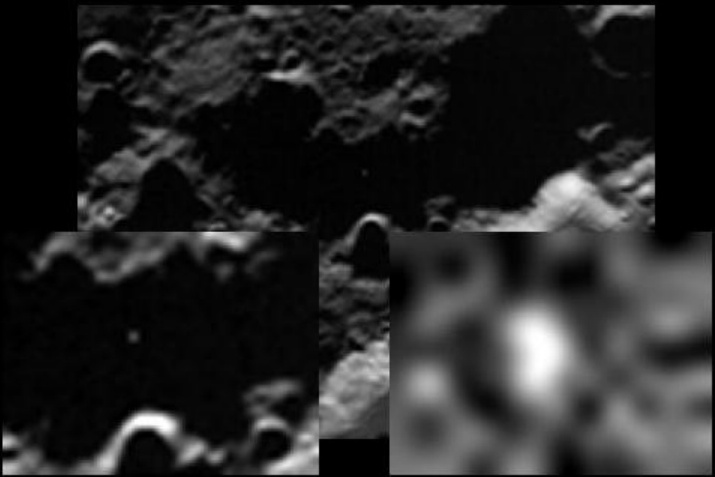
半人马座火箭撞击时发出的闪光

美国月球探勘者飞船曾对月球南极地区进行过探测，检测到氢的存在，氢的可能来源包括贮存在彗星和陨石中的水、太阳风或月表释气。该陨坑大范围的永夜区温度低于100K（−173°C），这可能使坑底表面或浅层的水冰得以保存数十亿年而没有升华。

## 月球坑观测和传感卫星

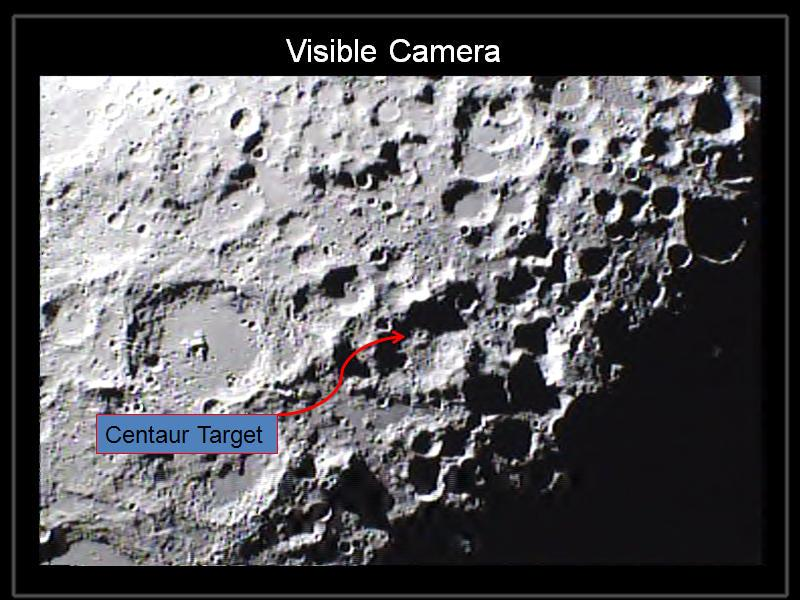
半人马座火箭在卡比厄斯环形山中的撞击目标区

2009年6月18日美国国家航空航天局发射了陨石坑探测器-月球坑观测和传感卫星（LCROSS）以调查月球南极是否存在水。2009年9月28日，卡比厄斯环形山取代了原定的卫星坑卡比厄斯 A被选定为探测器的撞击目标。这一变更是在分析其它月球探测器所收集最新数据的基础上作出的，这些数据表明卡比厄斯环形山释出的氢浓度应该比卡比厄斯 A还要高。
2009年10月9日世界时11点31分，宇宙神5型运载火箭的第二级半人马座火箭撞击了卡比厄斯环形山，LCROSS 探测器则紧随其后也撞击到坑底。原安排在半人马座火箭撞击月球表面激起羽状尘埃后，探测器穿过其中，利用所携带的传感器进行采样，但这些尘埃颗粒比预计的还小。探测器分光计显示的尘埃初步测量数据，证实了该陨坑中存在着水。
对羽状尘埃的观察分析支持地表中水的存在。吸收的近红外线可归因于冰和水蒸汽，而同时产生的紫外线辐射表明存在也支持可能有水的羟基自由基。估计羽状尘埃中水蒸汽和冰的总量高达155±12千克，或按质量估计约为5.6±2.9%。另外，还观察到其它一些特征与二氧化碳、轻烃和含硫化物相符的挥发物。

## 卫星陨石坑
按惯例，最靠近马拉柏特环形山的卫星坑将在月图上以字母标注在该坑的中心点旁。
| 卡比厄斯 | 纬度     | 经度     | 直径      |
| -------- | -------- | -------- | --------- |
| A        | 82.08° S | 40.24° W | 40.88公里 |
| B        | 82.26° S | 54.58° W | 59.62公里 |

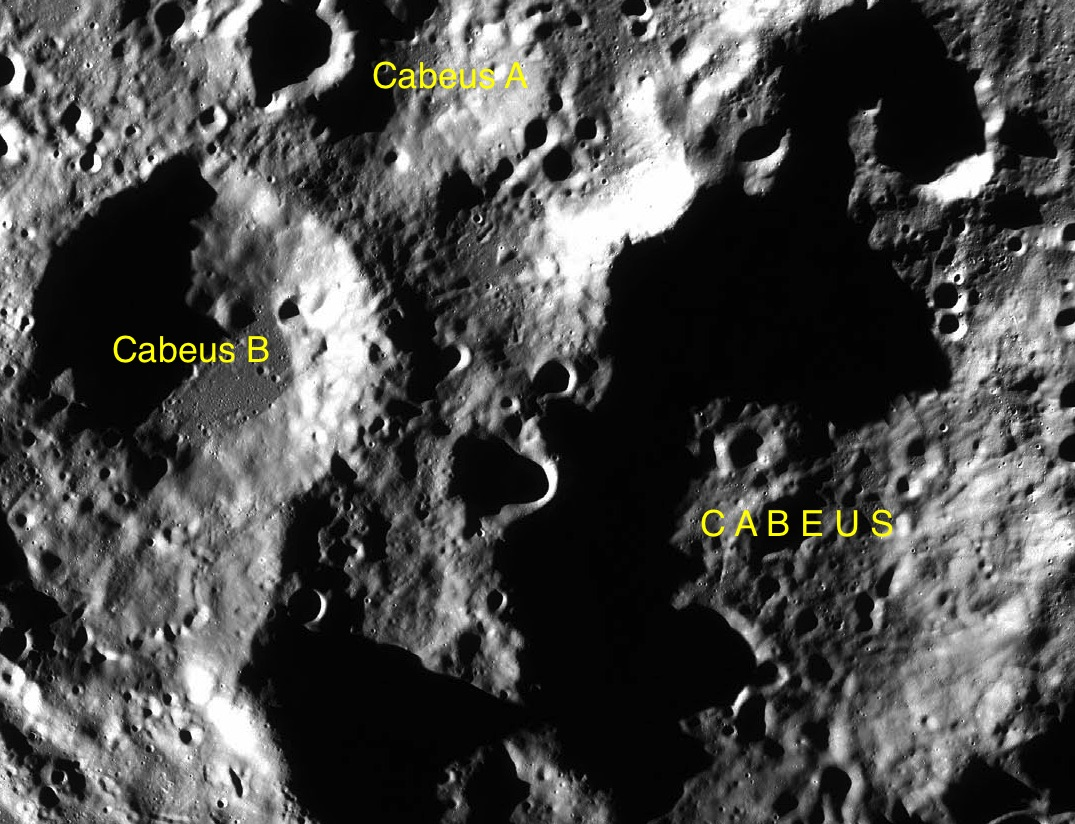
LAC-144 区域图.

- 卫星坑卡比厄斯 B约形成于39.2-38.5亿年前的酒海纪[17]。

## 参引资料
1. 1 2 3  Kozlova, E. A.;  et al. . . The Woodlands, Texas: 1779. March 1–5, 2010. Bibcode:2010LPI....41.1779K.
2. 1 2  Blue, Jennifer. . USGS. July 25, 2007  [2007-08-05]. （原始内容存档于2012-04-08）.
3. ↑  Grego, Peter. . Birkhäuser. 2005: 214. ISBN 978-1-85233-748-3.
4. ↑  Whitaker （1999:61, 211）
5. ↑   (PDF).   [2016-11-02]. （原始内容存档 (PDF)于2016-12-23）.
6. 1 2  Bussey, B.;  et al. . New York: Cambridge University Press. 2004. ISBN 978-0-521-81528-4.
7. ↑  Whitaker, Ewen A. . Cambridge University Press. 1999: 172. ISBN 978-0-521-62248-6.
8. ↑   (PDF).   [2016-11-02]. （原始内容存档 (PDF)于2013-02-20）.
9. ↑  .   [2016-11-02]. （原始内容存档于2017-01-10）.
10. ↑  .   [2016-11-02]. （原始内容存档于2014-12-18）.
11. ↑  Margot, J. L.; Campbell, DB; Jurgens, RF; Slade, MA. . Science. 1999-06-04, 284 (5420): 1658–1660. Bibcode:1999Sci...284.1658M. PMID 10356393. doi:10.1126/science.284.5420.1658.
12. ↑  Feldman, W. C.;  et al. . Journal of Geophysical Research. 2001, 106 (E10): 23, 231–23,251. Bibcode:2001JGR...10623231F. doi:10.1029/2000JE001444.
13. ↑  . NASA. 2009-09-28  [2009-09-28]. （原始内容存档于2009-10-28）.
14. ↑  . NASA. 2009-09-11  [2009-09-11]. （原始内容存档于2021-01-26）.
15. ↑  . PR Newswire. November 13, 2009  [2009-11-13]. （原始内容存档于2009-11-16）.
16. ↑  Colaprete, Anthony;  et al. . Science. October 22, 2010, 330 (6003): 463–468  [2010-12-01]. Bibcode:2010Sci...330..463C. PMID 20966242. doi:10.1126/science.1186986.
17. ↑  Lunar Impact Crater Database